# Żydowski Beskid

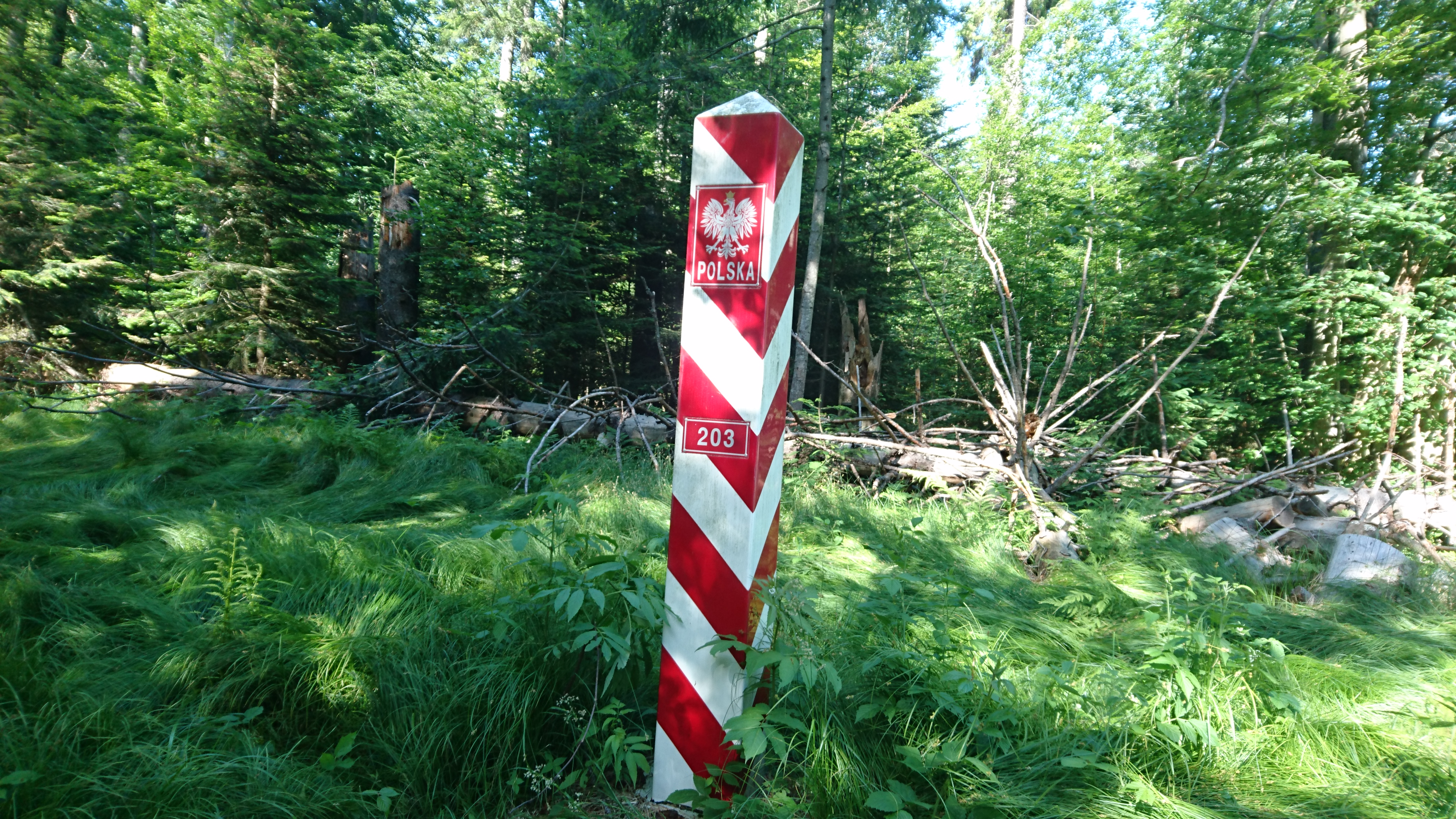
Polski słupek graniczny nr 203 na przełęczy Żydowski Beskid

Żydowski Beskid – przełęcz w Bieszczadach Zachodnich o wysokości 863 m n.p.m.
Przełęcz znajduje się w głównym grzbiecie Karpat, pomiędzy szczytami Opołonek (1028 m n.p.m.) i Rozsypaniec (1146 m n.p.m.). Spod tej przełęczy wypływa Potok Niedźwiedzi, do XIX wieku uważany za źródła Sanu. Pod przełęczą znajdowały się przed wojną przysiółki Sianek: Sianowe i Kopoławiec, obecnie nieistniejące.
Poprzednią (patrząc z zachodu na wschód) ważną przełęczą w głównym łańcuchu Karpat jest Przełęcz Bukowska, a następną – Przełęcz Użocka.